# Moustatountouri
Le Moustatountouri  (en russe : Мустатунтури, en finnois : Mustatunturi, en same : Čaʹppestuõddâr) est une montagne qui s'étend dans l'oblast de Mourmansk, en Russie lapone. Elle s'étend sur 30 km d'ouest en est et culmine à 262 mètres d'altitude.
Elle se situe dans le Petsamo et fut le théâtre de batailles entre les Soviétiques et les Nazis pendant la Seconde Guerre mondiale. Pour cette raison, elle abrite de nombreuses casemastes, de nombreux bunkers, abris et tranchées.